# Морнінгсайд (Меріленд)
Морнінгсайд (англ. Morningside) — місто (англ. town) в США, в окрузі Графство принца Георга штату Меріленд. Населення — 1240 осіб (2020).

## Географія
Морнінгсайд розташований за координатами 38°49′50″ пн. ш. 76°53′21″ зх. д. / 38.83056° пн. ш. 76.88917° зх. д. (38.830490, -76.889205).  За даними Бюро перепису населення США в 2010 році місто мало площу 1,45 км², з яких 1,45 км² — суходіл та 0,00 км² — водойми.

## Демографія
Згідно з переписом 2010 року, у місті мешкало 2015 осіб у 851 домогосподарстві у складі 465 родин. Густота населення становила 1385 осіб/км².  Було 922 помешкання (634/км²).
Расовий склад населення:
| - 67,3 % — чорних або афроамериканців - 20,6 % — білих - 3,9 % — азіатів - 0,3 % — корінних американців - 0,1 % — вихідців з тихоокеанських островів - 4,9 % — осіб інших рас |

До двох чи більше рас належало 2,8 %. Частка іспаномовних становила 8,6 % від усіх жителів.
За віковим діапазоном населення розподілялося таким чином: 22,2 % — особи молодші 18 років, 70,1 % — особи у віці 18—64 років, 7,7 % — особи у віці 65 років та старші. Медіана віку мешканця становила 34,6 року. На 100 осіб жіночої статі у місті припадало 85,9 чоловіків;  на 100 жінок у віці від 18 років та старших — 83,3 чоловіків також старших 18 років.
Середній дохід на одне домашнє господарство  становив 82 282 долари США (медіана — 75 163), а середній дохід на одну сім'ю — 88 919 доларів (медіана — 81 389). Медіана доходів становила 42 153 долари для чоловіків та 59 598 доларів для жінок. За межею бідності перебувало 5,3 % осіб, у тому числі 5,2 % дітей у віці до 18 років та 0,0 % осіб у віці 65 років та старших.
Цивільне працевлаштоване населення становило 940 осіб. Основні галузі зайнятості: освіта, охорона здоров'я та соціальна допомога — 21,1 %, публічна адміністрація — 16,2 %, мистецтво, розваги та відпочинок — 16,2 %.